# Liquide middelen
In de economie en de bedrijfskunde verwijst de term liquide middelen naar de activa in de vorm van chartaal geld of giraal geld of andere beleggingen die op zeer korte termijn in geld kunnen worden omgezet.
De term liquide verwijst naar vloeibaar: liquide middelen kunnen makkelijk verplaatst worden en makkelijk ingezet worden voor welke doelen men maar wil. Hierbij valt te denken aan salarissen betalen, schulden afbetalen, een project financieren, onroerende of roerende zaken kopen, tijdelijk beleggen enzovoorts. Een onderneming heeft altijd een zekere behoefte aan liquide middelen om minstens aan kortlopende verplichtingen te kunnen (blijven) voldoen. Een teveel aan liquide middelen is echter niet gunstig, omdat ze minder rendement genereren dan wanneer ze geïnvesteerd of in de onderneming benut zouden worden.
Doorgaans gaat het - in strikte zin - om kasgelden, tegoeden op betaalrekeningen en direct opvraagbare tegoeden op spaarrekeningen. In bredere zin worden vlot realiseerbare voorraden meegeteld. 
De ijzeren voorraad en eventuele strategische voorraden zijn niet liquide. Ook andere moeilijk in geld omzetbare zaken zoals duurzame beleggingen, machines en onroerend goed zijn niet liquide. Wel kan men niet-liquide zaken of zelfs een hele onderneming liquideren, dus omzetten in liquide middelen. Dit komt vrijwel altijd neer op verkoop. Incassoprocedures en faillissementsprocedure eindigen in de meeste rechtstelsels met een gedwongen liquidering van activa ter voldoening van de vordering(en).
Het kan gebeuren dat er ook liquide passiva zijn (bijvoorbeeld negatieve saldi op een zichtrekening buiten het kader van een kaskrediet).
In dat geval vormt het verschil tussen de liquide activa en passiva de netto liquide middelen.
De graad van liquiditeit van activa of passiva is verbonden met de termijn waarop ze realiseerbaar (activa) of opeisbaar (passiva) zijn. Zo hebben vorderingen op klanten (uitgaande facturen) doorgaans een hoge liquiditeit (positief), net als de leveranciersschulden (inkomende facturen) (negatief) - tenzij, in beide gevallen, lange betalingstermijnen overeengekomen zijn. Doorgaans worden die facturen niet als ultrakort beschouwd, maar als middelen op korte termijn.